# Мыльск
Мыльск (укр. Мильськ) — село в Рожищенской городской общине Луцкого района Волынской области Украины.
До 2020 года входило в Рожищенский район.
В Мыльске родилась известная польская певица Хелена Майданец, которую называют «королевой польского твиста».
Код КОАТУУ — 0724584101. Население по переписи 2001 года составляет 466 человек. Почтовый индекс — 45117. Телефонный код — 3368. Занимает площадь 1,901 км².